# Eparchia di Tambov

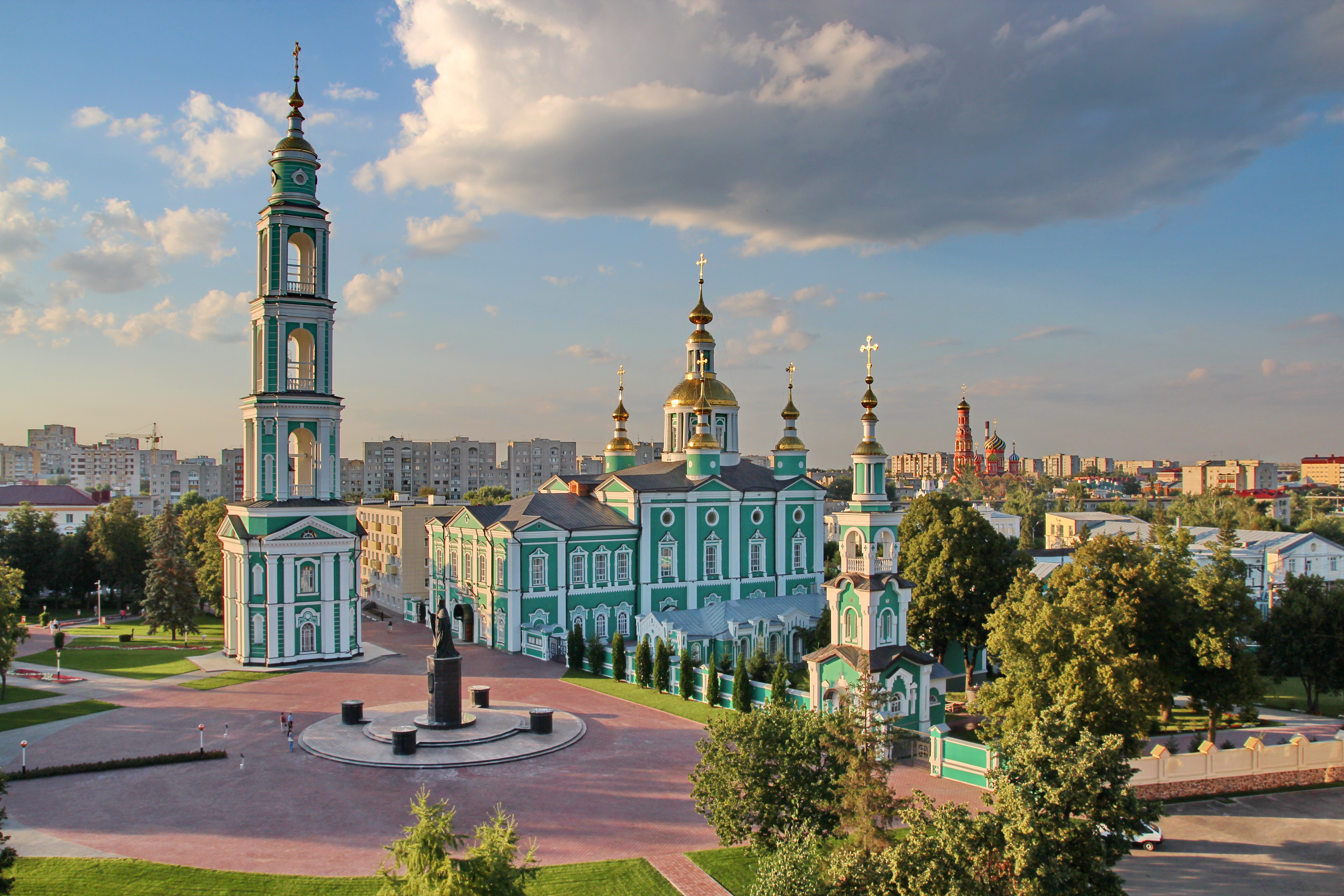
La cattedrale della Trasfigurazione di Tambov.

L'eparchia di Tambov (in russo Тамбовская епархия?) è una diocesi della Chiesa ortodossa russa, appartenente alla metropolia di Tambov.

## Territorio
L'eparchia comprende le città di Tambov, Rasskazovo e Kotovsk, e i rajon Bondarskij, Mordovskij, Pičaevskij, Rasskazovskij, Sampurskij, Tambovskij, Tokarëvskij e Znamenskij nell'oblast' di Tambov.
Sede eparchiale è la città di Tambov, dove si trova la cattedrale della Trasfigurazione.
L'eparca ha il titolo ufficiale di «metropolita di Tambov e Rasskazovo».

## Storia
L'eparchia è stata eretta nel 1682 con decreto dello zar Fëdor III all'epoca del patriarca Gioacchino. Soppressa il 23 agosto 1700, fu restaurata nel 1758 con territorio ricavato dall'eparchia di Rjazan'.
Il 26 dicembre 2012 ha ceduto porzioni di territorio a vantaggio dell'erezione delle eparchie di Mičurinsk e di Uvarovo, e contestualmente è entrata a far parte della metropolia omonima.